# Anders Kronborg (politiker)
 For alternative betydninger, se Anders Kronborg. (Se også artikler, som begynder med Anders Kronborg)
Anders Kronborg (født 1982 i Esbjerg) er en dansk politiker, der er folketingsmedlem for Socialdemokratiet. Kronborg er født i Esbjerg og har boet i byen hele livet. Han har en læreruddannelse fra Ribe Seminarium i 2006.
Kronborg har siddet i kommunalbestyrelsen for Esbjerg Kommune fra 2006 til 2017, hvor han i den sidste periode var udvalgsformand for "Teknik & Byggeudvalget". I 2016 blev han valgt som folketingskandidat i Esbjerg Bykredsen. Ved valget i 2019 blev Kronborg valgt ind med 4.994 personlige stemmer. Han bestred fra sin indvælgelse posten som formand for Børne- og Undervisningsudvalget og blev samtidig Socialdemokratiets ordfører for dyrevelfærd og fødevarer.